# Valentin Pshenitsyn
Valentin Nikolaïevich Pshenitsyn (en russe : Валентин Николаевич Пшеницын), né le 3 novembre 1936 à Dmitrov et mort en 2007, est un biathlète soviétique. 

## Biographie
Il fait partie des participants aux premiers championnats du monde en 1958, où il part de l'équipe soviétique médaillée d'argent, avec une septième place sur l'individuel.
Aux Championnats du monde 1959, il remporte son premier titre dans la compétition par équipes. Aux Jeux olympiques d'hiver de 1960, il se classe cinquième de l'individuel. Finalement, après une quatrième place aux Mondiaux 1961, il décroche son premier et seul podium individuel à l'édition 1962, avec le bronze sur l'individuel. Il gagne le titre par équipes cette année ainsi qu'en 1963.
Il finit sa carrière internationale aux Jeux olympiques d'hiver de 1964, où il termine septième de l'individuel.
Après sa carrière sportive, il devient entraîneur pour l'équipe nationale soviétique, s'occupant notamment de champions comme Nikolay Kruglov, Anatoliy Alyabyev ou Sergey Bulygin.

## Palmarès

### Championnats du monde
- Mondiaux 1958 à Seefeld :
  -  Médaille d'argent par équipes.
- Mondiaux 1959 à Courmayeur :
  -  Médaille d'or par équipes.
- Mondiaux 1961 à Umeå :
  -  Médaille d'argent par équipes.
- Mondiaux 1962 à Hämeenlinna :
  -  Médaille d'or par équipes.
  -  Médaille de bronze à l'individuel.
- Mondiaux 1963 à Seefeld :
  -  Médaille d'or par équipes.